# Népújság
Népújság je tednik madžarske narodne manjšine v Sloveniji.

## Odlikovanja in nagrade
Leta 1998 je prejel častni znak svobode Republike Slovenije z naslednjo utemeljitvijo: »za zasluge v dobro prekmurskim Madžarom ter za ustvarjanje sožitja in razumevanja med ljudmi madžarske in slovenske narodnosti«.